# Ромашов, Игорь Валерьевич
Ромашов Игорь Валерьевич (род. 12 февраля 1963 года, Ленинград, СССР) – российский предприниматель, управленец.
Председатель совета директоров АО «Стройтрансгаз» , ООО «Трансойл» . До этого в 2006 - 2008 гг. руководитель Федерального агентства железнодорожного транспорта России. Заслуженный работник транспорта Российской Федерации (2013).

## Образование
В 1991 г. окончил Северо-Западный заочный политехнический институт по специальности "инженер-механик", в 2001 г. - Петербургский государственный университет путей сообщения по специальности "инженер путей сообщения по организации и управлению на железнодорожном транспорте". 

## Карьера
С 1981 года работал на Октябрьской железной дороге.
В 2000 – 2003 годах работал в ООО «ЛинкОйл Спб».
С 2003 года - генеральный директор ООО «Трансойл». 
5 июля 2006 года был назначен руководителем Федерального агентства железнодорожного транспорта, подведомственного Министерству транспорта РФ. 
В 2008 - 2011 гг. вице-президент компании «Роснефть» по транспорту. 
С 2011 года возглавляет совет директоров ООО «Трансойл».
Также в 2011 году возглавил совет директоров АО «Стройтрансгаз». 
В 2018 году был избран Председателем президиума СРО Союз операторов железнодорожного транспорта. 

## Награды
- Орден Дружбы (14 ноября 2022 года) — за достигнутые трудовые успехи и многолетнюю добросовестную работу[2]
- Медаль «За развитие железных дорог» (22 октября 2007 года) — за большой вклад в развитие железнодорожного транспорта и достигнутые трудовые успехи[3]
- Заслуженный работник транспорта Российской Федерации (19 октября 2013 года) — за заслуги в области транспорта и многолетний добросовестный труд[4]
- Знак «Почётный железнодорожник»